# Fokker D.VIII
Fokker D.VIII (též Fokker E.V) byl německý jednomístný stíhací jednoplošník používaný v první světové válce německým a v poválečném období především také polským armádním letectvem. Jeho konstruktérem byl Reinhold Platz a vyráběl se v továrně Fokker od července roku 1918.

## Vývoj
Na počátku roku 1918 vypracovala továrna Fokker několik návrhů jednoplošníků poháněných rotačním motorem, ze kterých nakonec při druhé soutěži o standardní stíhací stroj kategorie „D“ pro německé letectvo u Adlershof představila dva vývojové typy V.26 a V.28 – malé hornoplošníky s konstrukcí trupu z ocelových trubek. Prototyp V.28 poháněl motor Oberursel Ur.III o výkonu 160 k (119 kW), nebo Goebel Goe.III o stejném výkonu, i když žádný z nich nebyl schválen pro operační nasazení. Prototyp V.26 poháněl standardní Oberursel Ur.II s výkonem pouhých 110 k (82 kW), ale díky nízké hmotnosti a menšímu odporu vzduchu se mohl svými výkony srovnávat s některými nejrychlejšími stíhačkami nasazených státy Trojdohody. Nakonec bylo objednáno 400 kusů V.26 se současnou objednávkou stejného počtu motorů Ur.III nebo Goe.III. a zahájila se výroba s novým označením Fokker E.V. Protože dodávku objednaných výkonných motorů nebylo možné uspokojit, byly stroje E.V vybavovány slabšími motory Ur.II.

## Na frontě

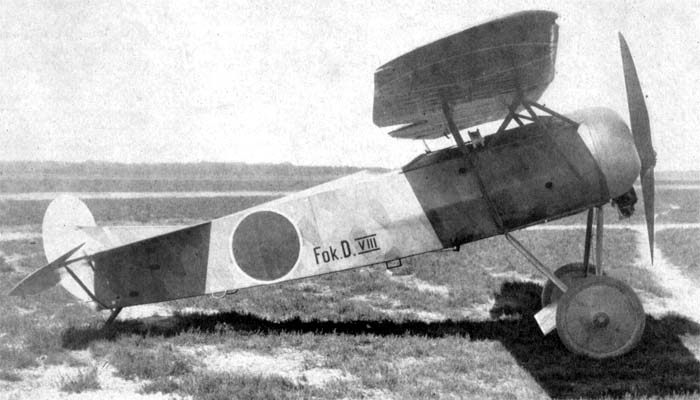
Nizozemský Fokker D.VIII s motorem Ur.III

První E.V obdrželi piloti Jasty 6 ke konci července 1918. Další dodávky následovaly a postupně se novými jednoplošníky vybavily letky Jasta 1, Jasta 19, Jasta 24 a Jasta 36. První sestřel si na novém letounu připsal Emil Rolff 17. srpna, ale dva dny potom zahynul, když se jeho letounu zhroutilo křídlo za letu. Ze stejných důvodů havaroval další E.V z Jasty 19 a nato Idflieg zakázal starty všech letounů tohoto typu. Jelikož se vyšetřováním nepodařilo zjistit příčinu těchto havárií, byla další výroba těchto letounů ihned zastavena. Podle Fokkera problémy zavinila armádní technická inspekce, která mu nepovolila použít původní návrh letounu se silnějším zadním nosníkem křídla. Podle něho právě nedostatečná tuhost zadního nosníku byla příčinou chvění křídel a jejich zhroucení. Fokker prohlásil, že havárie které se udály rozhodly o návratu k původní navržené konstrukci. Dle jiných případů poruch nebo havárií dalších letadel z továrny Fokker se však dalo usuzovat, že problém s křídlem není ve špatném návrhu konstrukce, ale spíše ve špatné kvalitě výroby, která byla pro Fokkery během první světové války příznačná. Křídla pro E.V vyráběla subdodavatelská firma Perzina Pianoforte Fabrik, kde byla kontrola kvality výroby nevalná. Pásnice nosníků se při výrobě stavěly příliš daleko od sebe, tím byly nosníky příliš velké a obrysem přesahovaly nad křídelní žebra. Přebývající materiál při výrobě tedy jednoduše odstranili a tím způsobili nebezpečné oslabení nosníků. Testy prokázaly, že při dodržení kvality výroby je křídlo E.V podstatně pevnější a bezpečnější. Na základě těchto zjištění a po personálních změnách, které měly zlepšit kontrolu kvality výroby, Idflieg nakonec opět výrobu povolil. Nové křídlo bylo testováno 7. září a 24. září se spustila výroba, tentokrát pod označením Fokker D.VIII. První stroj obdržela Jasta 11 v říjnu 1918.

## Po válce

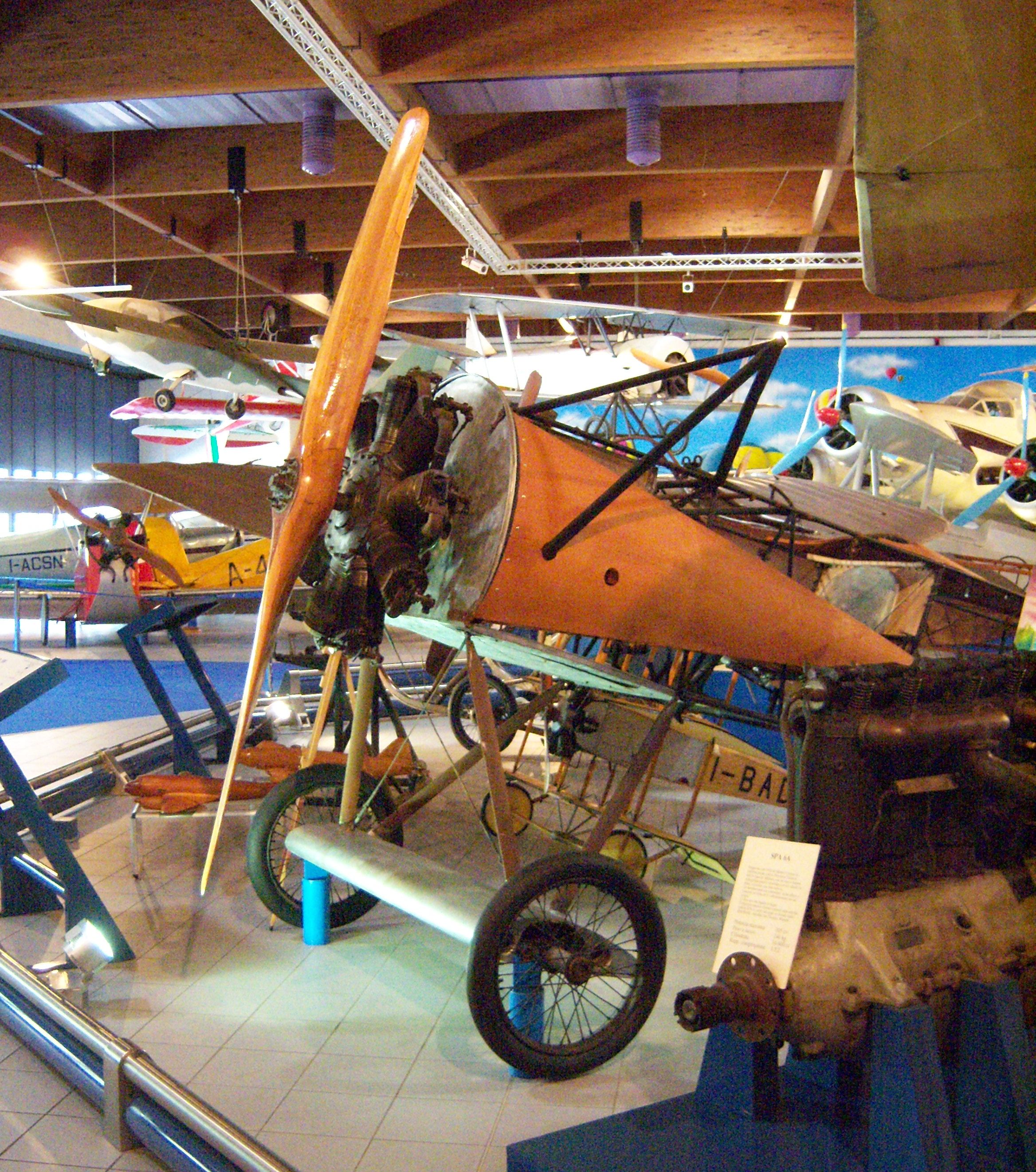
D.VIII (Caproni Museum)

Celkem bylo vyrobeno 289 strojů všech verzí a některé z nich se dostaly do výzbroje armád teprve po válce. 8 letounů (dle jiných zdrojů 4) používala polská armáda ve válce proti Ruské sovětské federaci v letech 1919–20. Jedno z letadel Rudá armáda ukořistila a používala až do léta roku 1920. Některé stroje skončily v Nizozemsku, Itálii, Japonsku, USA nebo ve Spojeném království jako válečná trofej, ale nejvíce letadel bylo zničeno krátce po uzavření příměří. Autentický exemplář trupu D.VIII je uchován v expozici Caproni Museum v italském Tridentu.

## Specifikace

Třípohledový nákres D.VIII

### Technické údaje
- Osádka: 1 (pilot)
- Rozpětí: 8,34 m
- Délka: 5,865 m
- Výška: 2,82 m
- Plocha křídla: 10,7 m²
- Prázdná hmotnost: 405 kg
- Vzletová hmotnost : 605 kg
- Pohonná jednotka: 1 × rotační motor Oberursel Ur.II
- Výkon pohonné jednotky: 110 k (82 kW)

### Výkony
- Maximální rychlost: 204 km/h
- Stoupavost: 2000 m / 4,5 min, 6000 m / 19,5 min

### Výzbroj
- 2× synchronizovaný kulomet Spandau lMG 08 ráže 7,92 mm

## Uživatelé
Německo, Nizozemsko, Polsko, RSFSR